# Carta de precària
La carta de precària, a l'edat mitjana, era un contracte pel qual el propietari cedia l'usdefruit d'unes terres, per a un cert temps, en principi, a precs d'un pagès, que es comprometia a pagar un cens.
Hom distingeix:
- La precaria data, quan el propietari cedia l'ús del predi només a canvi del cens.
- La precaria oblata, quan concedia a cens l'usdefruit de les terres que abans ja havien estat lliurades pel pagès.
- La precaria remuneratoria, quan el pagès rebia un predi més gran que les terres que havia cedit al propietari.

Aquesta mena de contracte té l'origen en l'època romana. Tanmateix, en la documentació de l'època carolíngia i de l'edat mitjana central es troben nombrosos exemples de cartes de precària, diferents del contractes de complantació o dels establiments emfitèutics.